# Episodi di American Horror Story (terza stagione)
La terza stagione della serie televisiva American Horror Story, intitolata American Horror Story: Coven e composta da 13 episodi, è stata trasmessa in prima visione negli Stati Uniti d'America sul canale via cavo FX dal 9 ottobre 2013 al 29 gennaio 2014.
In Italia, la stagione è andata in onda in prima visione sul canale satellitare Fox dal 14 gennaio all'8 aprile 2014. In chiaro è stata trasmessa dal 1º giugno al 7 settembre 2015 su Deejay TV.
Gli attori che ritornano dalle precedenti stagioni sono: Sarah Paulson, Taissa Farmiga, Frances Conroy, Evan Peters, Lily Rabe, Denis O'Hare, Jessica Lange, Jamie Brewer, Alexandra Breckenridge, e Robin Bartlett, mentre tra i nuovi volti troviamo Emma Roberts, Kathy Bates e Angela Bassett.

Logo della terza stagione Coven

| nº | Titolo originale                     | Titolo italiano               | Prima TV USA     | Prima TV Italia  |
| -- | ------------------------------------ | ----------------------------- | ---------------- | ---------------- |
| 1  | Bitchcraft                           | Le streghe di New Orleans     | 9 ottobre 2013   | 14 gennaio 2014  |
| 2  | Boy Parts                            | Resurrezione                  | 16 ottobre 2013  | 21 gennaio 2014  |
| 3  | The Replacements                     | I rimpiazzi                   | 23 ottobre 2013  | 28 gennaio 2014  |
| 4  | Fearful Pranks Ensue                 | Lealtà                        | 30 ottobre 2013  | 4 febbraio 2014  |
| 5  | Burn, Witch. Burn!                   | Al rogo!                      | 6 novembre 2013  | 11 febbraio 2014 |
| 6  | The Axeman Cometh                    | L'uomo con l'accetta          | 13 novembre 2013 | 18 febbraio 2014 |
| 7  | The Dead                             | Cattive intenzioni            | 20 novembre 2013 | 25 febbraio 2014 |
| 8  | The Sacred Taking                    | L'inganno                     | 4 dicembre 2013  | 4 marzo 2014     |
| 9  | Head                                 | La testa                      | 11 dicembre 2013 | 11 marzo 2014    |
| 10 | The Magical Delights of Stevie Nicks | Le meraviglie di Stevie Nicks | 8 gennaio 2014   | 18 marzo 2014    |
| 11 | Protect the Coven                    | Proteggere la Congrega        | 15 gennaio 2014  | 25 marzo 2014    |
| 12 | Go to Hell                           | Va' all'inferno               | 22 gennaio 2014  | 1º aprile 2014   |
| 13 | The Seven Wonders                    | Le sette meraviglie           | 29 gennaio 2014  | 8 aprile 2014    |

## Le streghe di New Orleans
- Titolo originale: Bitchcraft
- Diretto da: Alfonso Gomez-Rejon
- Scritto da: Ryan Murphy e Brad Falchuk

### Trama
Zoe Benson decide di fare l'amore per la prima volta con il suo ragazzo, ma qualcosa va storto: il ragazzo muore a seguito di un misterioso aneurisma. Zoe viene così a conoscenza del suo potere e della sua discendenza da parte di una stirpe di streghe di Salem. Zoe è di fatto una vedova nera, qualunque rapporto sessuale da parte sua provoca la morte nel partner. La ragazza viene così mandata in un collegio privato a New Orleans che si occupa di aiutare le giovani streghe a controllare i propri poteri e a sopravvivere nel mondo moderno. Qui conosce le sue compagne: Nan, una ragazza con la sindrome di down con il potere della chiaroveggenza; Queenie, discendente dell'unica strega afro-americana della comunità di Salem, una bambola voodoo umana capace di trasferire le sensazioni della sua pelle su quella degli altri senza sentire il minimo dolore; Madison Montgomery, una presuntuosa star del cinema, di giovane età, capace di muovere gli oggetti con la sola forza del pensiero.

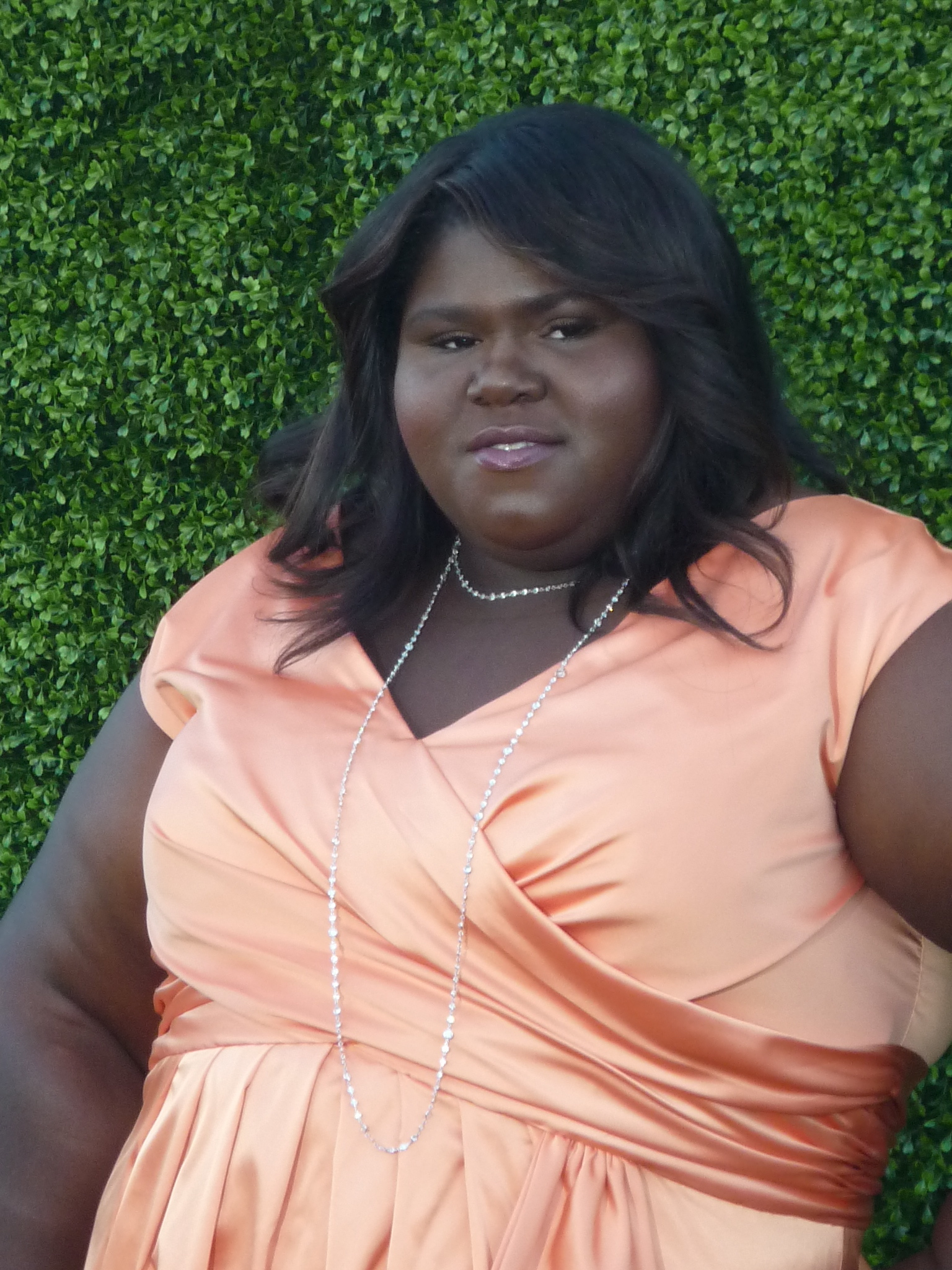
Gabourey Sidibe interpreta Queenie

La scuola è diretta da Cordelia Foxx, la cui madre Fiona Goode è la più potente strega della sua generazione e per questo motivo denominata "La Suprema". Dopo che una giovane strega, Misty Day, viene bruciata viva, Fiona fa ritorno al collegio, apparentemente per fornire il suo aiuto e la sua protezione, ma in realtà perché è ossessionata dall'idea di invecchiare e morire ed è ora alla ricerca di un modo per riguadagnare la propria giovinezza, e sembra averlo trovato a New Orleans.
La sera del suo arrivo, Zoe non tarda a subire l'influenza di Madison che ignorando il coprifuoco la trascina ad una festa universitaria. Alla festa partecipano anche alcuni ragazzi di una confraternita, capitanati da Kyle che s'innamora di Zoe nel momento stesso in cui questa compare sulla porta. Nel frattempo i suoi compagni hanno riconosciuto Madison e decidono di drogarla per poi abusare di lei e filmare il tutto con un cellulare. Zoe è attratta da Kyle ma per via del suo potere decide di allontanarlo. Mentre parlano, allarmata, nota che Madison è via da troppo tempo. Quando vanno a cercarla, Kyle scopre cosa stanno facendo i suoi amici e, dopo aver lottato, questi riescono a fuggire salendo sul bus, mentre lui li insegue. Il bus fugge dalla festa, mentre Zoe disperata lo insegue. A un tratto viene raggiunta da Madison che sembra essersi ripresa, e in preda a lacrime di rabbia scaraventa con la forza del pensiero l'autobus, che si rovescia su sé stesso causando la morte dei suoi passeggeri. Intanto, Zoe osserva la scena.
Il giorno dopo Zoe è distrutta dai sensi di colpa quando alla televisione scopre che due dei passeggeri del bus sono ancora vivi seppure ricoverati in gravi condizioni cliniche. Sperando si tratti di Kyle, Zoe si reca all'ospedale dove scopre con sconforto non solo di essersi sbagliata, ma che uno dei sopravvissuti è il ragazzo che ha abusato di Madison. Decide allora di vendicare sia lei che il suo amico ottenendo un rapporto sessuale con lui, così uccidendolo.
- Special guest star: Angela Bassett (Marie Laveau), Gabourey Sidibe (Queenie).
- Guest star: Jamie Brewer (Nan), Grey Damon (Brener), Ian Anthony Dale (Dr. David Zhong).
- Altri interpreti: Ameer Baraka (Bastien), Arabella Field (Nora Benson), Kurt Krause (Charlie Taylor), Scott Michael Jefferson (Louis LaLaurie), Jennifer Lynn Warren (Borquita LaLaurie), Ashlynn Ross (Marie Jeanne LaLaurie), Raeden Greer (Pauline LaLaurie), Milton Crosby (Brian), Lucy Faust (Mercy).
- Ascolti USA: telespettatori 5.538.000 - share 3%[3]

## Resurrezione
- Titolo originale: Boy Parts
- Diretto da: Michael Rymer
- Scritto da: Tim Minear

### Trama
Fiona è ancora alla ricerca di un modo per guadagnare la vita eterna e sembra averlo trovato in Madame Delphine LaLaurie, una nobildonna dell'800 tristemente ricordata per aver istituito "La casa degli orrori". Vanesia come pochi, Delphine LaLaurie era famosa per scuoiare vivi i suoi innumerevoli schiavi neri, così da togliere loro il sangue dal pancreas che usava per creare maschere di bellezza. Una notte Madame LaLaurie scomparve, nessuno seppe dove fosse andata, la si diede per morta. In realtà, quella notte di 180 anni fa ricevette una visita da parte di una strega di colore, Marie Laveau che volendo vendicare e liberare il suo amato domestico presso casa LaLaurie, al quale fu cucita addosso una testa di toro per l'ingiusta accusa di aver violentato la figlia della nobildonna, decise di vendicarsi di LaLaurie vendendole un filtro presentato come pozione d'amore. In realtà quel siero le donò la vita immortale e la condanna di Laveau fu spietata: Delphine venne sepolta sottoterra dove restò per 180 anni finché Nan, sentendone i pensieri sotto metri di terra non aiutò Fiona a dissotterrarla.
Venuta a conoscenza della storia, Fiona si reca presso un salone di bellezza nel ghetto nero di New Orleans, dove incontra Marie Laveau ancora viva, vegeta, ma soprattutto giovane. Fiona vorrebbe prendere il filtro immortale che Marie ha bevuto, ma la sua arroganza dissotterra una vecchia ascia di guerra e riporta alla luce l'antica faida tra le streghe e le voodoo.
Intanto Zoe è distrutta per la morte di Kyle al punto da mettere in pericolo la comunità segreta nella quale vive quando il collegio riceve la visita di due poliziotti insospettiti dal fatto che la ragazza si trovasse su due scene del crimine identiche per la modalità con la quale le due morti si sono verificate. L'intervento di Fiona risolve le cose. Madison, colpita dal fatto che Zoe abbia ucciso il ragazzo della festa per vendicarla, decide di aiutarla, rubando a Cordelia un antico testo di magia nera capace di riportare in vita i morti. Quando le due ragazze si recano all'obitorio però scoprono che i corpi dei ragazzi sono stati fatti a pezzi nell'urto dell'incidente. Madison decide allora di ricomporre il corpo di Kyle utilizzando vari arti dei suoi compagni, così da creare a detta sua "un fidanzato perfetto". Il rituale viene compiuto, ma sembra non funzionare. Madison aspetta in macchina, mentre Zoe dà l'ultimo addio a Kyle. Mentre è ancora dentro l'obitorio però una guardia la sorprende, sullo sfondo il corpo di Kyle si alza come un mostro spaventato e arrabbiato che preso da una furia omicida uccide la guardia. Zoe lo fa salire in macchina e mentre guida in preda all'agitazione, riceve la visita di Misty, la strega che si credeva fosse stata bruciata viva. Misty ha in realtà il dono della resurrezione ed è quindi riuscita a riportarsi in vita da sola con i suoi poteri; il rituale compiuto dalle due ragazze ha catturato la sua attenzione mentre era nei boschi e l’ha portata da Zoe. Si offre allora di aiutarle tenendo Kyle con sé in una cascina in mezzo al bosco.
Intanto Cordelia e suo marito tentano di avere un figlio, ma poiché la medicina non sembra aiutarli, ricorrono a un rituale magico.
Delphine LaLaurie invece, riesce a liberarsi dalla stanza dove Fiona l'ha rinchiusa e gira per la città disorientata per le enormi differenze portate dall'età moderna e accorgendosi di aver perso quella vita che ormai appartiene al passato, rassegnata torna al collegio con Fiona.
- Special guest star: Angela Bassett (Marie Laveau), Sascha Malkovich (Mago Mickey), Gabourey Sidibe (Queenie).
- Guest star: Jamie Brewer (Nan), Josh Hamilton (Hank Foxx), Lance E. Nichols (Detective Sanchez).
- Altri interpreti: Ameer Baraka (Bastien), Raeden Greer (Pauline LaLaurie), Scott Michael Jefferson (Louis LaLaurie), Jennifer Lynn Warren (Borquita LaLaurie), Ashlynn Ross (Marie Jeanne LaLaurie), Raeden Greer (Pauline LaLaurie), James DuMont (Dr. Morrison), Dana Gourrier (Chantal), Darcel White Moreno (Gummy), Sam Malone (Detective Stiles), Kim Collins (Lee), Matthew James (Roy).
- Ascolti USA: telespettatori 4.513.000 - share 2,5%[4]

## I rimpiazzi
- Titolo originale: The Replacements
- Diretto da: Alfonso Gomez-Rejon
- Scritto da: James Wong

### Trama
1971, New Orleans
La giovane Fiona Goode si trova a discutere con la madre, nonché Suprema, Anna-Lee Leighton del momento in cui ella ha capito di essere la Suprema. Anna-Lee le spiega di aver manifestato già in giovane età la padronanza di ben più di un potere, ma che questo non è sufficiente, perché solo chi padroneggia le Sette Meraviglie è la prescelta. Fiona chiede alla madre di metterla alla prova, ma Anna-Lee rifiuta, alludendo alla giovane età della figlia. Fiona fa notare alla madre che è certamente lei la futura Suprema, in quanto è comune opinione che la Suprema inizi ad indebolirsi quando colei che dovrà sostituirla inizia a maturare e che il motivo per cui rifiuta di accettare la cosa è che non è ancora disposta a rinunciare al suo ruolo. Anna-Lee, offesa dall'arroganza dalla figlia, le dice che farà in modo che lei non erediti il suo ruolo. Fiona uccide la madre tagliandole la gola e all'omicidio assiste Spalding, il maggiordomo.
2013, New Orleans
Zoe va a trovare la madre di Kyle, Alicia, presentandosi come un'amica. Zoe scopre che la sua chiamata ha salvato la vita della donna, visto che era sul punto di uccidersi quando il telefono ha cominciato a suonare. Zoe assicura alla madre di Kyle che lui non le ha ancora lasciate. Lasciata poi la donna, Zoe va a trovare Misty Day e Kyle. Intanto Delphine LaLaurie ha iniziato a prestare servizio all'Accademia come cameriera. Incapace di comprendere che le cose siano cambiate rispetto alla sua epoca, insulta Queenie e si rifiuta di servirla, scatenando l'ira della ragazza interessata. Interviene a quel punto Fiona, che obbliga LaLaurie a diventare la schiava personale di Queenie.
Misty ha curato il corpo di Kyle dalle cicatrici, tuttavia non sembra essere tornato il ragazzo di un tempo, ancora scosso e incapace di parlare e muoversi adeguatamente.
Nan, Madison e Queenie si prendono una cotta per il nuovo vicino, Luke Ramsey. Le prime due decidono di andare a trovarlo con la scusa di portargli una "torta di benvenuto", ma hanno dei problemi con la religiosissima madre di lui, Joan. Madison insulta la loro religione con leggerezza e pianta un coltello nella parete usando la telecinesi. Non contenta di ciò, Madison dà fuoco alle tende mentre lei e Nan vengono buttate fuori dalla casa dei Ramsey. Madison scopre così di avere un nuovo potere, la pirocinesi. In seguito Joan si lamenterà presso Fiona del comportamento irrispettoso tenuto dalle ragazze, lei risponderà con fare sarcastico intendendo che sarà sempre dalla parte delle ragazze; risulterà tuttavia allarmata per il manifestarsi del nuovo potere di Madison intuendo che questa possa diventare la nuova Suprema. 
Zoe riporta Kyle a casa da sua madre, pensando di fare la cosa giusta, ma si scopre invece che la madre ha abusato sessualmente del figlio. Non riconoscendo il corpo del figlio e trovandolo diverso nel comportamento, Alicia decide di chiamare Zoe e di invitarla per cena. Kyle però, finora rimasto impotente, reagisce alle violenze subite e uccide la madre. Quando Zoe torna a casa del ragazzo, trova il corpo deceduto di Alicia e Kyle coperto di sangue.
Cordelia scopre di non poter avere figli e che il rituale compiuto è stato inutile. La sua ultima speranza risiede in Marie Laveau, dalla quale si reca perché compia un rito che le dia la possibilità di concepire. Il rito esiste ed è molto costoso, ma la Mambo non si mostra disponibile al suo adempimento, a causa del legame di parentela fra Cordelia e Fiona e la rivalità che quest'ultima ha scatenato fra le sacerdotesse voodoo e le streghe.
Una sera, mentre Delphine e Queenie si trovano in cucina, compare alla finestra un uomo con la testa di toro, che Delphine riconosce subito come Bastien. Delphine rivela la propria identità e Queenie viene a sapere la storia del Minotauro. Con la scusa di allontanarlo, la ragazza lo attira nel capannone sul retro dove, vivendo una sorta di empatia con la condizione della bestia per via del suo forte peso e della sua estraneità culturale al resto del gruppo, gli dona la sua verginità.
Fiona si rivede in Madison e ripensa all'omicidio di sua madre. Quando una nuova Suprema si crea, quella vecchia si indebolisce, ed è quello che sta succedendo anche a lei, ormai in fase terminale di cancro. Fiona racconta a Madison di come ha ucciso sua madre e cerca di spronare la ragazza a fare lo stesso con lei. Mentre litigano, Fiona uccide Madison e malgrado sia stato un incidente non mostra segni di pentimento e afferma che alla Congrega non serve una nuova Suprema. Anche questa volta l'unico testimone è il vecchio maggiordomo, Spalding, a cui Fiona ordina di seppellire il corpo.
- Special guest star: Angela Bassett (Marie Laveau), Gabourey Sidibe (Queenie), Patti LuPone (Joan Ramsey).
- Guest star: Jamie Brewer (Nan), Alexander Dreymon (Luke Ramsey), Mare Winningham (Alicia Spencer), Christine Ebersole (Anna-Lee Leighton), Riley Voelkel (Fiona da giovane).
- Altri interpreti: Ameer Baraka (Bastien), James DuMont (Dr. Morrison), Dana Gourrier (Chantal), Jim Gleason (Dr. Friedman).
- Ascolti USA: telespettatori 3.779.000 - share 2,1%[5]

## Lealtà
- Titolo originale: Fearful Pranks Ensue
- Diretto da: Michael Uppendahl
- Scritto da: Jennifer Salt

### Trama
1961, New Orleans
Tre uomini bianchi seguono in macchina un ragazzino nero di nome Henry che sta tornando da scuola in bicicletta. Quando Henry si accorge di essere inseguito, cerca di scappare, ma finisce in un vicolo cieco e i tre uomini lo raggiungono.
Nel frattempo, al salone Cornrow City di proprietà di Marie Laveau, Cora, una sua dipendente, è in pensiero per il figlio Henry. Cora ha infatti mandato il proprio figlio alla De La Salle, una scuola che prima era solo per i bianchi e che invece ora è integrata, sperando che riceva così la migliore istruzione possibile. Marie e una sua cliente non sono affatto fiduciose, ma Cora sostiene che le cose stanno cambiando, merito anche della presenza di Kennedy alla Casa Bianca.
Le cose non vanno però come Cora aveva pianificato e suo figlio Henry, viene trovato impiccato ad un albero. Marie assiste al ritrovamento del corpo da parte della polizia e della madre e la notte pratica un rito vudù con cui risveglia e comanda alcuni cadaveri, affinché uccidano i tre assassini.
2013, New Orleans
Spalding è intento a preparare un tè con le sue bambole quando la sua attenzione viene richiamata al piano inferiore, dove Madison e Fiona stanno discutendo. Spalding assiste così, per la seconda volta nella sua vita, ad un omicidio compiuto da Fiona e si opera per avvolgere il corpo di Madison nel tappeto per far sparire il cadavere. Fiona si giustifica dicendo che Madison sarebbe stata una pessima Suprema e che in questo momento la Congrega non può permettersi una cosa del genere. Mentre è intenta a parlare a Spalding, un rumore nella serra attira l'attenzione di entrambi e Fiona si dirige verso il luogo da cui ha sentito provenire il rumore. Trova Queenie stesa a terra, ferita gravemente e in lacrime. Fiona soccorre dunque la ragazza e sveglia Cordelia, affinché lei curi Queenie. Fiona comunica a Cordelia che la creatura che ha attaccato la giovane strega è una creatura legata al vudù e Cordelia accusa la madre di aver provocato Marie Laveau. Fiona scopre così che sua figlia è andata a sua volta dalla Mambo e si infuria con lei, accusandola di aver così ammesso la superiorità della magia vudù sulla loro. Mentre litigano, Cordelia si rende conto che Queenie non respira più e Fiona decide di riportare la ragazza alla vita tramite uno dei suoi poteri. Fatto ciò, Fiona torna nella sua stanza e parla con Delphine, a cui intima di non raccontare che il Minotauro era lì per lei. Dopo averla rassicurata sul fatto che Bastien non tornerà, la manda fuori dalla sua camera.
È Halloween. Al salone Cornrow City, Marie riceve un pacco misterioso. All'interno, c'è la testa ancora viva di Bastien, che Fiona stessa ha decapitato. Marie, sconvolta e adirata, decide di porre fine alla tregua fra le streghe bianche e le sacerdotesse vudù. Chantal, la sua assistente, le ricorda che, dopo dieci anni di tremenda guerra, fu proprio lei, Marie Laveau a proporre una tregua e un accordo che prevedesse una spartizione del territorio per le due forze in gioco, riuscendo a stipulare la pace con l'allora Suprema Anna-Lee Leighton. Marie non vuole però sentire ragioni e invita Chantal a decidere se aiutarla o se togliersi dal suo cammino.
Zoe non è tornata all'Accademia, visto che ha passato la notte cercando di capire cosa fare con Kyle e il corpo di sua madre. Il ragazzo non sembra aver recuperato nemmeno un briciolo di personalità. La giovane strega è dispiaciuta per ciò che ha causato e, sentendosi colpevole, decide di avvelenare Kyle per riconsegnarlo alla morte. Quando torna da lui però, Kyle è sparito e Zoe fa ritorno alla scuola.
Cordelia veglia su Queenie insieme a Delphine, in attesa che la ragazza si riprenda. Mentre attende il suo risveglio, chiama il marito Hank che dovrebbe avere un appuntamento di lavoro. Si scopre invece che Hank ha appuntamento con una donna, Kaylee, con cui ha un rapporto sessuale. Si scopre però che questa non è l'amante, come si potrebbe pensare inizialmente, ma è una vittima inconsapevole: Hank infatti la uccide a sangue freddo.
Nel frattempo Queenie si risveglia e Delphine la ringrazia per averle salvato la vita. Cordelia non ha modo di parlare con nessuna delle due, perché nella stanza entra Nan, che avvisa Cordelia che il Consiglio delle Streghe, composto da Myrtle Snow, Cecily Pembroke e Quentin Fleming è arrivato. Pensando che il Consiglio abbia saputo dell'attacco a Queenie, Cordelia li rassicura sulle condizioni della ragazza, scoprendo così che loro non ne sapevano nulla. Poiché le dicono che sono giunti fin lì per una questione più grave, Cordelia ammette di essere andata da Marie Laveau, anche se giura di non aver avuto alcuna intenzione di rompere la tregua. Si autodenuncia così due volte, e senza ragione, perché il motivo della presenza del Consiglio non è nemmeno questo fatto, di cui, come del precedente, non erano nemmeno a conoscenza. A questo punto si intromette Fiona, che intima alla figlia di tacere. Si scopre che il motivo dell'arrivo del Consiglio è stata la chiamata di Nan: poiché non riesce più a percepire Madison, suppone che sia morta. Il Consiglio apre dunque un'inchiesta per scoprire cosa è accaduto. Myrtle Snow ricorda a Fiona che due streghe sono scomparse mentre lei era presente a scuola: sua madre, l'ex Suprema, e Madison.
Flashback del 1971

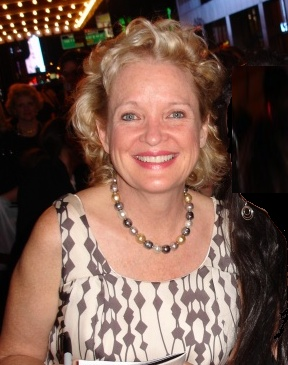
Christine Ebersole interpreta Anna-Lee Leighton

I membri che componevano il Consiglio delle Streghe di allora, interroga Fiona a proposito della scomparsa di sua madre, di cui non riescono più a percepire la forza vitale. Fiona sostiene che Anna-Lee è probabilmente andata da Marie Laveau con una bottiglia di vino per onorare la pace appena stipulata, lasciando quindi il Consiglio a sospettare che siano state le sacerdotesse vudù ad ucciderla.
Il Consiglio delle Streghe nomina Fiona come nuova Suprema, ma qualcuno non è convinto della versione dei fatti che è stata fornita e quel qualcuno è una giovane Myrtle Snow. Sicura che Fiona sia colpevole, strega la lingua di Spalding, fedele servitore di Fiona sempre pronto a coprire ogni suo errore, obbligandolo così a dire la verità. Il maggiordomo deve infatti essere interrogato il giorno dopo dal Consiglio delle Streghe in merito alla sparizione di Anna-Lee. La sera stessa, le streghe della scuola vengono svegliate dalle urla di Spalding, che viene ritrovato steso nel bagno e privato della sua lingua. La fine del flashback ci mostra la verità: Spalding, avendo sentito dire da Myrtle durante la cena che lei gli aveva stregato la lingua per obbligarlo a dire la verità, decise di chiamare Fiona nel bagno, per dichiararle il suo amore. Quelle sono le sue ultime parole, perché subito dopo Spalding afferra il rasoio e si taglia la lingua, per evitare così di tradire Fiona.
Myrtle, dopo aver interrogato tutti, chiama a testimoniare Spalding in merito ai fatti che avvennero in quelle due notti del 1971 e lo invita a scrivere il nome della strega che gli tagliò la lingua su un foglio. Spalding però scrive il nome di Myrtle Snow, ostinato come sempre a proteggere Fiona.
Myrtle si infuria e accusa Fiona di aver ucciso l'ex Suprema perché voleva il suo posto e di aver ucciso Madison perché non voleva cedere il titolo di Suprema a lei. A questo punto interviene Cordelia, che difende la madre rivelando al Consiglio che Madison non era la prossima Suprema, poiché una delle caratteristiche distintive della Suprema è avere una salute impeccabile e Madison aveva invece un soffio al cuore, disturbo lieve che teneva segreto. Quentin Fleming e Cecily Pembroke si convincono dunque che Fiona è innocente, sia per quanto riguarda l'ex Suprema, sia per quanto riguarda Madison. Fiona realizza così di aver ucciso la persona sbagliata e che dunque deve ancora scovare la vera Suprema.
In un'altra parte della casa, Spalding è ancora alle prese con le sue bambole e in particolare con l'ultima che ha aggiunto alla collezione: Madison.
Sistemata la questione, Fiona e Cordelia escono fuori a bere insieme. Cordelia propone di fare un gioco: ciascuna di loro potrà porre tre domande all'altra e questa dovrà rispondere sinceramente. Cordelia chiede a Fiona come mai odia suo marito Hank, e lei le risponde che è perché lui è un bugiardo e non capisce come possa Cordelia non accorgersene. Le domanda poi se ha ucciso Madison e lei risponde di no. Fiona le pone una sola domanda, cioè chi pensa che sia la prossima Suprema, ma Cordelia non le risponde. Una brutta sorpresa attende però Cordelia nei bagni; infatti, quando si avvicina al lavandino per darsi una rinfrescata, una figura ammantata e con il volto celato le lancia dell'acido negli occhi.
Mentre Cordelia viene attaccata, le ragazze si trovano in casa, poiché Fiona ha ordinato loro di non uscire. Impegnate nel distribuire i dolcetti ai bambini che suonano alla porta insieme a Delphine, ricevono la visita di Luke Ramsey, il vicino, che ha portato dei biscotti a Nan per ringraziarla della torta. Mentre parlano, qualcuno bussa con forza alla porta. Delphine LaLaurie si trova di fronte i cadaveri delle sue tre figlie, mentre un'orda di zombie circonda l'Accademia. L'artefice è Marie Laveau che, aiutata da Chantal, ha preparato un rito vudù per mandare gli zombie a vendicare Bastian.
- Special guest star: Angela Bassett (Marie Laveau),  Sascha Malkovich (Mago Mickey), Gabourey Sidibe (Queenie).
- Guest star: Jamie Brewer (Nan), Josh Hamilton (Hank Foxx), Alexander Dreymon (Luke Ramsey), Alexandra Breckenridge (Kaylee), Christine Ebersole (Anna-Lee Leighton), Riley Voelkel (Fiona da giovane), Michelle Page (Myrtle da giovane), Leslie Jordan (Quentin Fleming), Robin Bartlett (Cecily Pembroke).
- Altri interpreti: Ameer Baraka (Bastien), Dana Gourrier (Chantal), Jennifer Lynn Warren (Borquita LaLaurie), Ashlynn Ross (Marie Jeanne LaLaurie), Raeden Greer (Pauline LaLaurie), Tonea Stewart (Cora), Kesha Bullard (Cora da giovane), Tyson Ford (Henry), Brian Oerly (Clifton), Michael P. Cahill (Bartholomew), Leslie Castay (Lanchester), Rhonda Dents (Janet), Savannah DesOrmeaux (Leslie), Erica Michelle (Roberta), Geraldine Singer (Elsa).
- Ascolti USA: telespettatori 2.714.000 - share 2%[6]

## Al rogo!
- Titolo originale: Burn, Witch. Burn!
- Diretto da: Jeremy Podeswa
- Scritto da: Jessica Sharzer

### Trama
1833, New Orleans
Madame LaLaurie dà un ballo a cui partecipa un contendente per la sua prima figlia. Ella si chiede se il giovane, dall'aspetto molto dolce e sensibile, sia in grado di visitare la sua camera degli orrori. Sua figlia non crede che sia una buona idea, ma il giovane, pur di fare colpo sulla donna, decide di accettare la proposta. Madame LaLauire ne è entusiasta. I tre quindi si dirigono verso la soffitta e nel tragitto Madame LaLaurie mostra al giovane una bacinella piena di bulbi oculari umani e un'altra contenente un fegato umano. Il ragazzo scappa spaventato. Le sue tre figlie, per il timore di non trovare mai marito a causa della madre, decidono di ucciderla; ma mentre cercano un modo per poterlo fare senza che qualcuno le incolpi, ella entra nella loro camera e le invita a scendere di sotto alla festa. Uscita dalla loro camera, LaLaurie manda a chiamare Bastian e due schiavi robusti e ordina loro di rapire le tre ragazze e di rinchiuderle in una gabbia nella stanza degli orrori. Esse verranno successivamente impiccate da Marie Laveau.
2013, New Orleans L'acido ha bruciato entrambi gli occhi di Cordelia, che nonostante sia stata subito soccorsa e portata in ospedale da Fiona (la quale ha visto la figura incappucciata che ha aggredito la figlia), perderà definitivamente la vista. Nel frattempo l'Accademia è circondata da zombie, mandati da Marie Laveau, e questo costringe Zoe, Queenie, Nan e Delphine a chiamare Cordelia e Fiona che però hanno il cellulare staccato. Luke, il vicino di casa, che si trova nell'Accademia per aver portato dei biscotti di ringraziamento a Nan, crede che sia tutto una messa in scena da parte dei ragazzi del vicinato; così si reca in giardino dove viene gravemente ferito da uno zombie. Le ragazze sono circondate e non hanno nessuna via di fuga, così Zoe fa salire le sue compagne e Delphine di sopra, ma quando si volta verso la porta d'ingresso la trova aperta: Nan è uscita dall'Accademia per salvare Luke, che porta in auto. Nel frattempo Fiona, che è in ospedale con Cordelia, termina i suoi farmaci e si reca in una stanzetta dove questi vengono custoditi. Apre la porta con la magia e ruba svariati tubetti delle sue pillole, ne ingurgita un elevato numero e ciò la porta ad avere le allucinazioni: crede di vedere di nuovo l'uomo incappucciato che ha ustionato la figlia. Camminando per il corridoio sente qualcuno urlare e si reca nella stanza dove trova una donna in lacrime, distrutta per la perdita della figlia nata morta. Fiona le dona un po' della sua energia vitale, riportandola in vita. Nan e Luke, che si trovano in auto, vengono aggrediti dall'orda di zombie che prima circondava l'Accademia, ma Zoe li distrae con delle pentole. Questi la inseguono fino ad un capanno nel giardino dove lei si rifugia. La ragazza riesce poi ad uccidere tutti gli zombie con una motosega.
Cordelia, dopo essere diventata cieca, sviluppa il potere della Vista Superiore e scopre le indiscrezioni di Hank. 
Nel mentre, il Consiglio delle streghe giunge alla Congrega, accusando Fiona di svolgere negligentemente il suo lavoro, e accusandola di tutte le disgrazie che si sono susseguite dal momento in cui la strega è ritornata a New Orleans. Decidono di sottrarle l'incarico di Suprema, ma la donna, grazie all'aiuto di Queenie, riesce a salvarsi, incastrando Myrtle Snow. Quest'ultima viene infatti accusata di aver accecato Cordelia, e viene condannata a bruciare sul rogo, ma sarà poi resuscitata da Misty.
- Special guest star: Angela Bassett (Marie Laveau), Gabourey Sidibe (Queenie).
- Guest star: Jamie Brewer (Nan), Josh Hamilton (Hank Foxx), Alexander Dreymon (Luke Ramsey), Leslie Jordan (Quentin Fleming), Robin Bartlett (Cecily Pembroke), Meg Chambers Steedle (Madre).
- Altri interpreti: Ameer Baraka (Bastien), Dana Gourrier (Chantal), Scott Michael Jefferson (Louis LaLaurie), Jennifer Lynn Warren (Borquita LaLaurie), Ashlynn Ross (Marie Jeanne LaLaurie), Raeden Greer (Pauline LaLaurie), Brian Oerly (Clifton), Lyle Brocato (Dr. Wilson), Tony Bentley (Governatore Roman), Gabe Begneaud (Jacques), Ramona Tyler (Aimee Roman).
- Ascolti USA: telespettatori 3.799.000 - share 2,2%[7]

## L'uomo con l'accetta
- Titolo originale: The Axeman Cometh
- Diretto da: Michael Uppendahl
- Scritto da: Douglas Petrie

### Trama
1919, New Orleans. In città si aggira un serial killer che uccide le donne con un'accetta. Egli annuncia che avrebbe ucciso tutte quelle che non avrebbero ascoltato musica jazz. Le streghe della Congrega scelgono di non farlo per poter attirare l'uomo da loro e ucciderlo. Il killer cade nella trappola e viene massacrato a coltellate dalle streghe. 
2013, New Orleans. Zoe, Queenie e Nan decidono di riunirsi e utilizzare una tavola Ouija per mettersi in contatto con l'oltretomba e trovare Madison. Le ragazze finiscono per parlare con lo spirito di un famoso serial killer, L'uomo con l'accetta di New Orleans. Queenie raccomanda a Zoe di stare lontano da quel tipo di stregoneria a causa delle conseguenze pericolose che potrebbero verificarsi, ma Zoe è determinata a scoprire cosa è successo a Madison. Zoe utilizza la tavola da sola, e evoca l'Uomo con l'Accetta, che chiede qualcosa in cambio per averla aiutata a trovare Madison.  Dopo essere stato bloccato per decadi tra le mura dell'accademia, a causa delle streghe che vi avevano vissuto negli anni '20 del '900, lo spirito chiede a Zoe di essere liberato. Madison viene trovata da Zoe nella camera di Spalding, il quale viene poi catturato dalle tre streghe e, per proteggere Fiona, comunicando mentalmente con Nan, dice di essere stato lui ad uccidere Madison. Cordelia, avendo sviluppato il potere della Vista Superiore, scopre le indiscrezioni di Hank, scatenando in lui la paura che scopra il suo vero segreto: essere un cacciatore di streghe al servizio di Marie Laveau. Madison viene resuscitata da Misty e Kyle viene tenuto nell'accademia. Inoltre Fiona cerca disperatamente di avere un'ultima storia d'amore prima della sua inevitabile morte. 
- Special guest star: Angela Bassett (Marie Laveau), Gabourey Sidibe (Queenie), Danny Huston (L'uomo con l'accetta).
- Guest star: Jamie Brewer (Nan), Josh Hamilton (Hank Foxx), Alexandra Breckenridge (Kaylee), Grace Gummer (Millie), Andrew Leeds (Dr. Dunphy).
- Altri interpreti: Kyle Russell Clements (Carter), Molly Conarro (Winnifred), Lauren Gros (Rosie), Heaven Needham (Sunny), Lauren Prejeant (Cristine), Dane Rhodes (Teddy Bear), Mariana Paola Vicente (Gwen).
- Ascolti USA: telespettatori 4.161.000 - share 2,3%[8]

## Cattive intenzioni
- Titolo originale: The Dead
- Diretto da: Bradley Buecker
- Scritto da: Brad Falchuk

### Trama
Fiona trova un nuovo scopo d'amore e s'imbatte nell'uomo con l'accetta. Queenie trascorre una serata fuori con Delphine e Queenie stessa comincia a mettere in discussione il suo posto nella congrega. Cordelia decide insieme a Zoe di uccidere sua madre perché ha scoperto che lei precedentemente aveva ucciso Madison per non morire e mette in guardia Zoe perché pensa che potrebbe diventare la nuova suprema e quindi vittima di Fiona come lo è stata Madison. Quest'ultima ha un rapporto sessuale con Kyle che come lei è stato riportato in vita e quindi è l'unico che la capisce. Zoe trova la lingua di Spalding e gliela riattacca con un incantesimo; quindi gli fa confessare l'omicidio di Madison da parte di Fiona e poi lo uccide. Zoe ha un rapporto a tre con Kyle e Madison. Queenie porta con l'inganno Delphine da Marie Laveau, la quale usa il suo sangue come elisir di giovinezza. Queenie entra a far parte delle Streghe Voodoo.
- Special guest star: Angela Bassett (Marie Laveau), Gabourey Sidibe (Queenie), Danny Huston (L'uomo con l'accetta).
- Guest star: Josh Hamilton (Hank Foxx), Riley Voelkel (Fiona da giovane), Gavin Stenhouse (Billy), P.J. Boudousqué (Jimmy).
- Altri interpreti: Scott Michael Jefferson (Louis LaLaurie), Tenaj L. Jackson (Sally), Kate Paige (Fiona da bambina), Lyndsay Kimball (Helen).
- Ascolti USA: telespettatori 3.995.000 - share 2,2%[9]

## L'inganno
- Titolo originale: The Sacred Taking
- Diretto da: Alfonso Gomez-Rejon
- Scritto da: Ryan Murphy

### Trama
La Congrega intraprende un rituale conosciuto come la "sacra assunzione" per preparare la prossima Suprema durante la quale l'attuale Suprema deve suicidarsi se si vuole che il rito funzioni. Madison e Myrtle spingono Fiona, indebolita dagli effetti collaterali dei farmaci, all'insano gesto ma lo spirito di Spalding la salva. 
Nan, sentendo la mancanza di Luke e preoccupandosi per lui, decide di entrare a casa sua di nascosto e lo trova legato in uno sgabuzzino. Mentre tentano la fuga, vengono sorpresi dalla madre di Luke che chiama la polizia ma subito dopo viene uccisa dai colpi di un cecchino e successivamente riportata in vita da Misty. Luke invece viene gravemente ferito. Cordelia grazie alle sue "visioni" scopre che qualcuno sta tentando di uccidere le streghe della Congrega. Kyle dice a Zoe che la ama. La puntata termina con un pacco anonimo recapitato a casa delle streghe, Fiona apre la scatola e all'interno trova la testa di LaLaurie che chiede aiuto.
- Special guest star: Angela Bassett (Marie Laveau), Gabourey Sidibe (Queenie), Sascha Malkovich (Mago Roney), Patti LuPone (Joan Ramsey), Danny Huston (L'uomo con l'accetta).
- Guest star: Jamie Brewer (Nan), Josh Hamilton (Hank Foxx), Alexander Dreymon (Luke Ramsey).
- Altri interpreti: Gregory Bright (Barbone), Judd Lormand (Paramedico), Terence Rosemore (Agente).
- Ascolti USA: telespettatori 4.066.000 - share 2,2%[10]

## La testa
- Titolo originale: Head
- Diretto da: Howard Deutch
- Scritto da: Tim Minear

### Trama
Cordelia riacquista la vista grazie a Myrtle Snow, la quale ha strappato gli occhi agli altri due membri del Consiglio per poi ucciderli. Fiona propone un'alleanza a Marie, visto che sta diventando sempre più debole a causa del cancro, e non potrà perciò difendere la Congrega in vista dei cacciatori di streghe, facendole anche notare come il prossimo bersaglio di questi ultimi siano proprio le "nere". Hank viene minacciato di morte da Marie Laveau per non aver ancora ucciso le streghe della Congrega, ma decide di non svolgere questo incarico, risparmiare sua moglie Cordelia e uccidere invece le streghe della tribù. Si presenta così all'improvviso nel salone di Marie e uccide le streghe; muoiono praticamente tutte  tranne Marie, che viene salvata da Queenie sfruttando il suo potere voodoo. Marie quindi, ormai sola, si reca all'Accademia per accettare la proposta di Fiona. Intanto, Fiona trova Kyle e lo guarisce, così questo torna a comprendere e a parlare. Luke, in coma, scopre che sua madre ha ucciso suo padre perché voleva lasciarla e sua madre, invece, scopre che Zoe, Madison, e Nan sono delle streghe.
- Special guest star: Angela Bassett (Marie Laveau), Gabourey Sidibe (Queenie), Patti LuPone (Joan Ramsey).
- Guest star: Jamie Brewer (Nan), Josh Hamilton (Hank Foxx), Alexander Dreymon (Luke Ramsey), Leslie Jordan (Quentin Fleming), Robin Bartlett (Cecily Pembroke), Michael Cristofer (Harrison Renard), Mike Colter (David).
- Altri interpreti: Dana Gourrier (Chantal), Darcel White Moreno (Gummy), Philip Fornah (Chinwe), Bill Martin Williams (Dennis Ramsey), Chloe DiTusa (Cordelia da giovane), Toby Nichols (Hank da bambino), Chelsea Bruland (Strega).
- Ascolti USA: telespettatori 3.942.000 - share 2,1%[11]

## Le meraviglie di Stevie Nicks
- Titolo originale: The Magical Delights of Stevie Nicks
- Diretto da: Alfonso Gomez-Rejon
- Scritto da: James Wong

### Trama

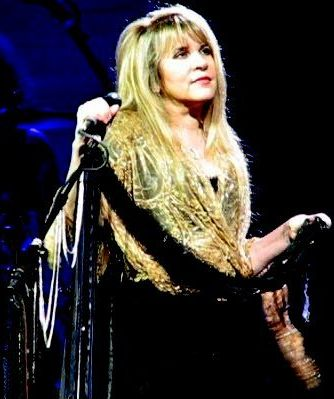
Stevie Nicks interpreta sé stessa

Marie e Fiona stringono una fragile alleanza per proteggersi dai cacciatori di streghe. Nel frattempo, Nan sviluppa nuovi poteri, scoprendo di poter leggere e controllare i pensieri altrui. Fiona cerca di mostrare a Misty i privilegi di cui può godere una Suprema, presentandole Stevie Nicks. Madison, determinata a sabotare Zoe e le altre streghe nella corsa alla supremazia, mette temporaneamente fuori gioco Misty. Viene rivelato il segreto dell'eterna giovinezza di Marie, che è ancora bella e viva dopo 300 anni: ha stretto un patto vendendo la propria anima a Papa Legba. Nan scopre che Joan ha assassinato il figlio Luke nel suo letto d'ospedale, temendo che il ragazzo potesse rivelare un oscuro segreto di famiglia: è stata lei a uccidere il padre di Luke dopo aver scoperto che l'uomo si era innamorato di un'altra donna. Sconvolta dalla verità, Nan intraprende un sentiero oscuro e si vendica con crudeltà su Joan, inducendola a togliersi la vita bevendo candeggina.
- Speciale apparizione: Stevie Nicks (Se stessa).
- Special guest star: Angela Bassett (Marie Laveau), Patti LuPone (Joan Ramsey), Danny Huston (L'uomo con l'accetta).
- Guest star: Jamie Brewer (Nan), Michael Cristofer (Harrison Renard), Mike Colter (David), Lance Reddick (Papa Legba).
- Altri interpreti: Ameer Baraka (Bastien).
- Ascolti USA: telespettatori 3.486.000 - share 1,8%[12]

## Proteggere la Congrega
- Titolo originale: Protect the Coven
- Diretto da: Bradley Buecker
- Scritto da: Jennifer Salt

### Trama
Un flashback del 1830 rivela le origini di Delphine LaLaurie: trasferitasi da Parigi a New Orleans per gli affari del marito, scopre la sua attrazione scioccante verso il sangue e le torture. Nel presente invece, al funerale di Nan si presentano Queenie, sopravvissuta al cacciatore di streghe, e Delphine, che è stata ricomposta. Quest'ultima riprende un vecchio hobby per passare il tempo: torturare i neri. Mentre tortura un uomo di colore, le appare il maggiordomo che si offre di aiutarla per uccidere definitivamente Marie Laveau, nemica di entrambi. Intanto Marie e Fiona incontrano i cacciatori di streghe e, non trovando un accordo, li massacrano insieme all'Uomo con l'accetta. Rientrata a casa, Marie viene accoltellata da Delphine credendo di aver annullato la sua immortalità, ma in realtà le ha semplicemente somministrato un antistaminico; tuttavia il maggiordomo stordisce Marie con un colpo e suggerisce a Delphine di sbarazzarsene. Cordelia fa un sacrificio disperato: si cava gli occhi per riacquisire il potere della chiaroveggenza in modo tale da poter conoscere tutti i segreti delle persone che vivono ora nella Congrega e in questo modo proteggerla. La puntata si conclude con  Zoe e  Kyle che fuggono insieme su una corriera su ordine di Myrtle. 
- Special guest star: Angela Bassett (Marie Laveau), Gabourey Sidibe (Queenie), Danny Huston (L'uomo con l'accetta).
- Guest star: Michael Cristofer (Harrison Renard), Mike Colter (David).
- Altri interpreti: Jennifer Lynn Warren (Borquita LaLaurie), Martin Bats Bradford (George), Ike Jackson (James Grady).
- Ascolti USA: telespettatori 3.462.000 - share 1,7%[13]

## Va' all'inferno
- Titolo originale: Go to Hell
- Diretto da: Alfonso Gomez-Rejon
- Scritto da: Jessica Sharzer

### Trama

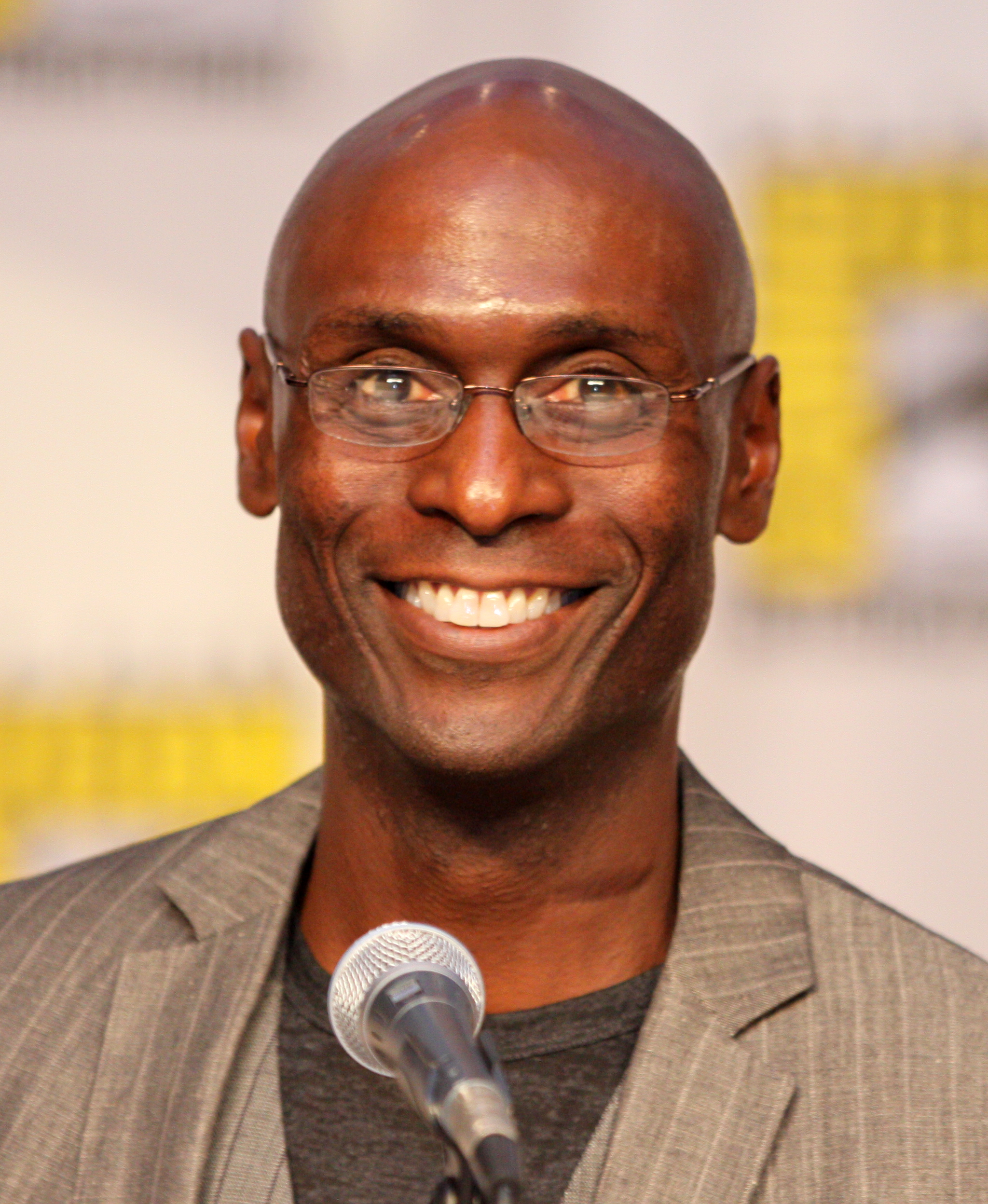
Lance Reddick interpreta Papa Legba

Consapevole che la sua morte per il cancro si sta avvicinando, Fiona cerca di fare ammenda, dicendo addio a Cordelia, donandole un cimelio di famiglia. Cordelia riacquista il potere della Vista Superiore e prevede il futuro straziante della Congrega. Cordelia va dall'Uomo con l'Ascia e condivide le sue visioni con lui, queste in seguito porteranno all'omicidio di Fiona. Con la sparizione di Fiona, le ragazze finalmente fanno gruppo insieme come una congrega. Inoltre, Queenie convoca Papa Legba (Lance Reddick) e visita il suo inferno personale. Più tardi Queenie uccide Delphine LaLaurie, inavvertitamente uccide Marie (dopo che Papa Legba ha cessato la loro immortalità dopo che loro hanno violato il contratto), e le due si ritrovano nel loro reale Inferno, che è Delphine torturata da Marie nella sua camera di tortura per l'eternità.
- Special guest star: Angela Bassett (Marie Laveau), Gabourey Sidibe (Queenie), Danny Huston (L'uomo con l'accetta).
- Guest star: Lance Reddick (Papa Legba).
- Altri interpreti: Jennifer Lynn Warren (Borquita LaLaurie), Ashlynn Ross (Marie Jeanne LaLaurie), Raeden Greer (Pauline LaLaurie), Danny Cosmo (Joseph), Lucky Johnson (Walter), Thomas Francis Murphy (Claude), Emily Marie Palmer (Abigail).
- Ascolti USA: telespettatori 3.352.000 - share 1,8%[14]

## Le sette meraviglie
- Titolo originale: The Seven Wonders
- Diretto da: Alfonso Gomez-Rejon
- Scritto da: Douglas Petrie

### Trama

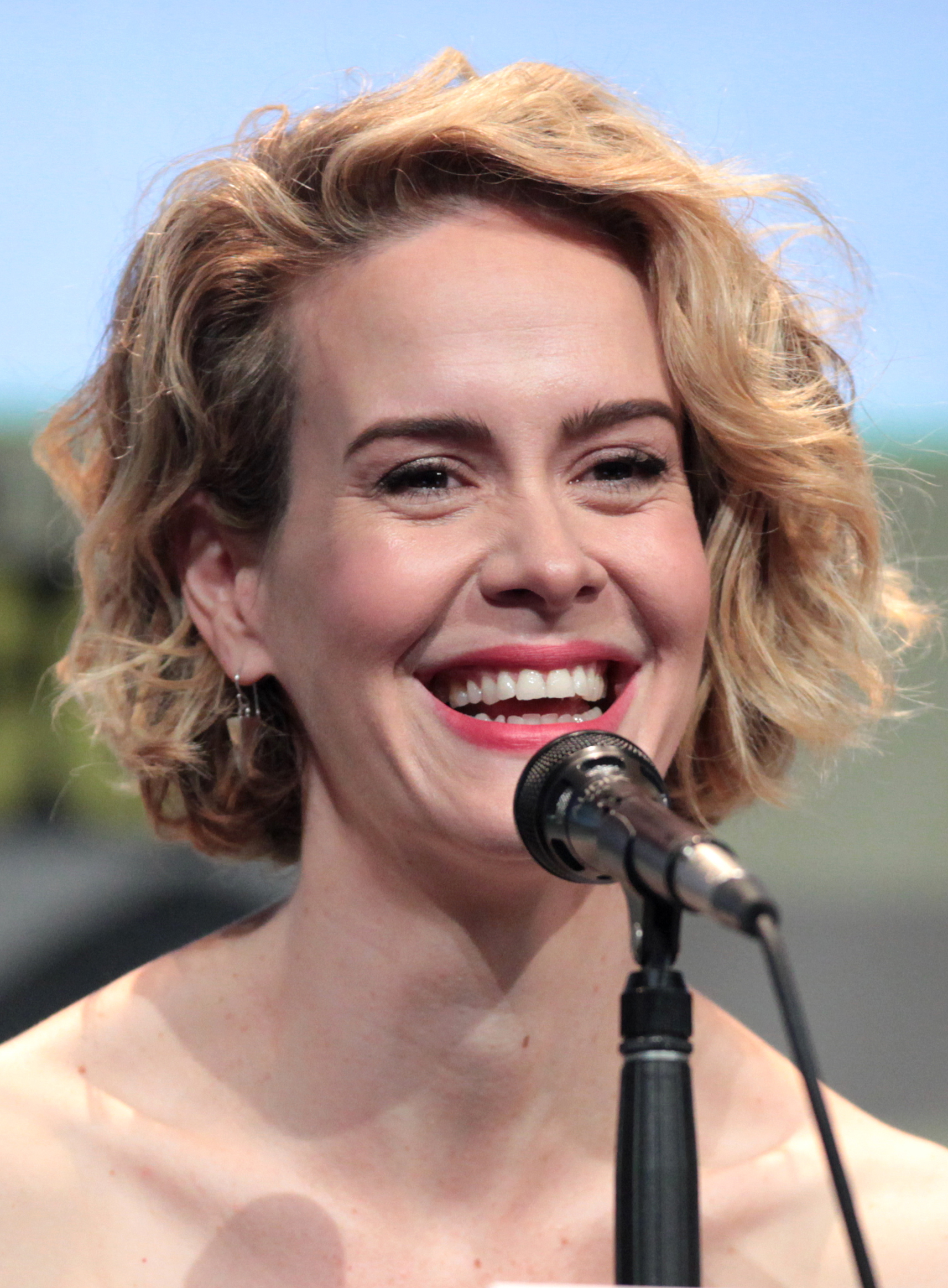
Sarah Paulson interpreta Cordelia Foxx

La congrega si prepara ad affrontare le 7 meraviglie; Zoe, Queenie, Madison e Misty Day dovranno affrontarsi per determinare chi sarà la nuova suprema. Le prove consistono in: Telecinesi, Concilium (controllo della mente), Trasmutazione, Divinazione, Vitalum Vitalis (il potere della resurrezione), Descensum (la capacità di discendere agli inferi), Pirocinesi. Iniziano le danze ma alla prova di descendum, Misty Day, rimane per sempre prigioniera all'inferno. Rimaste in 3, le rivali, procedono con la trasmutazione, nella quale Zoe rimane uccisa. Così  si procede con il Vitalum Vitalis per riportare in vita Zoe nella quale Queenie fallisce. Madison, invece rifiuta di riportarla in vita per essere così proclamata la nuova suprema visto che si trattava dell'ultima rimasta in gara. Quando tutti credono che la nuova suprema sia Madison, Myrtle propone a Cordelia di sostenere le 7 prove in quanto si trattava della figlia della vecchia suprema. Cordelia accetta ed entra in gara contro "Hollywood". Quest'ultima fallisce in una prova contro Cordelia. È così che la ragazza, accecata dalla rabbia, minaccia la congrega con la sua futura divulgazione e propaganda della stessa. Verrà però uccisa da Kyle vendicativo verso le sorti dell'amata. Cordelia termina le sette meraviglie con successo riportando in vita Zoe e così confermandosi nuova suprema. A questo punto Myrtle convince Cordelia a bruciarla al rogo per evitare che i suoi precedenti possano infangare il futuro della congrega; Myrtle muore per la Congrega. Tornata nell'abitazione delle streghe, Cordelia percepisce qualcosa al piano di sotto, infatti qui troverà sua madre in fin di vita; terminale a fine della malattia da cui è stata colpita. Qui spiegherà che ha usato il suo amante per fargli credere di essere stato lui ad ucciderla, sputandogli in bocca, quando in realtà si trattava di sangue di capra. Fiona cade così tra le braccia di Cordelia. Si risveglierà all'inferno costretta a vivere in una baracca per l'eternità con l'uomo con l'accetta. Successivamente, dopo aver divulgato la congrega ad altre streghe invitandole a rivelarsi, Cordelia aprirà le porte a queste ultime che accoglierà nella sua congrega che guiderà fino alla fine dei suoi giorni con l'aiuto di Queenie e Zoe.
- Speciale apparizione: Stevie Nicks (Se stessa).
- Special guest star: Gabourey Sidibe (Queenie), Danny Huston (L'uomo con l'accetta).
- Guest star: Lance Reddick (Papa Legba), Kyle Secor (Bill).
- Altri interpreti: Amy Le (Wanda), Wayne Pére (Mr. Kingery), Bryce McDaniel (Ragazzo).
- Ascolti USA: telespettatori 4.242.000 - share 2,2%[15]